# 서설희
서설희(徐雪熙, 1990년 1월 13일 ~ )는 대한민국의 2008년 미스코리아 미(美) 출신 모델이다.

## 방송
- 스타 골든벨 (2008년 9월 27일, KBS2)

## 연극
- 모델들 (2011년)

## 같이 보기
- 2008년 미스코리아
- 미스코리아 경북